# كيمين
كيمين (كانت تُعرفُ سابِقًا باسم بيستروفكا) هي مدينة تقع في الشمال الشرقي لقيرغيزستان، وهي المقر الإداري لمُقاطعة كيمين في إقليم تشوي. بلغ عدد سكانها حوالي (8,169) نسمة عام 2009. تقعُ على بعد حوالي 95 كم إلى الشرق من مدينة بيشكيك على الضفة اليُسرى لنهر تشو في وادي تشوي. تأسَّست المدينة سنة 1912. تلقت كيمين الاعتراف بها كمدينة عام 2012.

## المشاهير
- عسكر أكاييفيتش أكاييف (من مواليد 10 نوفمبر 1944)، أول رئيس لجمهورية قيرغيزستان.